# Lo sciamano
Lo sciamano (Shaman) è il secondo volume della trilogia di Noah Gordon. Narra le vicende di Robert Judson Cole e suo figlio Robert Jefferson Cole, ambientate negli Stati Uniti d'America tra il 1839 ed il 1870.
In questo volume, anche i due protagonisti sono dotati del Dono dei Cole, la dote sensitiva già manifestata dal protagonista del primo romanzo.
Inizialmente ambientata a Boston, la vicenda si svolge prevalentemente nel territorio degli attuali stati Ohio, Illinois ed Iowa. 
Il libro è stato tradotto in slovacco, coreano, ungherese, spagnolo, olandese, portoghese, tedesco, danese, croato, serbo, giapponese, catalano, polacco, rumeno, francese, turco, sloveno, ceco e italiano.

## Trama
L'11 marzo 1839, lo scozzese Rob J. Cole sbarca al porto di Boston, nel Nuovo Mondo. Medico di professione, trova impiego presso il Dispensario cittadino come dottore del povero Distretto 8, evitato da tutti i medici protestanti perché abitato da cattolici irlandesi. Qui conosce alcuni colleghi locali, tra cui il dottor Holmes, che lo accoglie come assistente alla sua cattedra universitaria. Intanto, nella casa dove affitta una stanza, intreccia una relazione con Margareth, la sua vicina. Quando scopre che Margareth è incinta, e temendo una vita confinata nel Distretto 8, vive giorni di grande tensione. Ma quando lei gli rivela di aver ripreso il ciclo mestruale, Rob tronca la relazione, lascia il lavoro al Dispensario e parte verso la frontiera del West.
Dopo un periodo come medico a contratto per la ferrovia, giunge nelle praterie dell’Illinois. Durante l’attraversamento del Mississippi su una chiatta, conosce Nicholas Holden, conduttore della stessa, che lo invita a fermarsi a Holden’s Crossing, tra Davenport e Rock Island, sperando che la presenza di un medico attiri nuovi coloni. Rob si stabilisce e assume il bracciante Alden Kimball. Durante il primo inverno, in un bosco, incontra due indiani Sauk, uno dei quali ha il bacino dislocato. Portato al villaggio, una donna che parla inglese — appreso durante il soggiorno forzato in una missione, per convertirla al cristianesimo — si offre come interprete. È Makwa-Ikwa, la sciamana della tribù. Dopo aver curato l’indiano, Rob viene accolto dai Sauk come Cawso Wabeskiou, lo Sciamano Bianco.
In primavera, Rob scopre una capanna fatiscente da cui emergono la malnutrita Sarah Bledsoe e il suo neonato, Alex. Intuendo che Sarah soffre di gravi calcoli, la opera con l’aiuto di Makwa-Ikwa, salvandole la vita. Durante la convalescenza, Rob si innamora di lei, la sposa e adotta Alex. Poco dopo, arrivano in città Jay Geiger, farmacista conosciuto a Columbus, con la moglie Lillian ed i tre figli, tra cui Rachel. Nasce il figlio di Rob e Sarah, Robert Jefferson. Durante una visita ai Sauk, il piccolo Robert batte le mani sul sacro tamburo degli sciamani, guadagnandosi il soprannome di Sciamano. Tuttavia, sia lui che Alex contraggono la scarlattina: Alex ne esce indenne, Robert conosce la sordità.
Un giorno, Jay trova il corpo senza vita di Makwa-Ikwa. Rob esegue l’autopsia: la donna è stata violentata e pugnalata con un’arma dalla lama triangolare. Dopo la sua morte, i Sauk abbandonano la zona.
Gli anni passano. Sciamano impara a leggere le labbra grazie a Rachel, mentre Alex si divide tra lo studio svogliato e le marachelle. Con lo scoppio della Guerra di Secessione, Alex si arruola nell’esercito confederato, seguito da Jay. Sciamano, invece, viene ammesso all’Università di Cincinnati per studiare medicina. Durante una visita al figlio, Rob J. presta servizio su un battello ospedale per feriti unionisti. Tornato a casa, si arruola come medico civile nell’esercito nordista, anche per cercare notizie di Alex, fatto prigioniero. Dopo nove mesi di servizio, nell’autunno del 1864, Rob muore per aver bevuto acqua infetta, senza aver mai scoperto l’assassino di Makwa-Ikwa.
Sciamano, ormai laureato, prende il posto del padre a Holden’s Crossing. Grazie all’influenza del nuovo Commissario per gli Affari Indiani, Nick Holden, riesce a ritrovare Alex nella prigione di Elmira e lo riporta a casa, amputandogli un piede. Dopo la morte di Alden Kimball, nella sua baracca viene ritrovato un coltello dalla lama triangolare: l’arma del delitto di Makwa-Ikwa. Sciamano, riconosciuto anche lui dai Sauk come Cawso Wabeskiou, inizia la sua vita di medico di campagna, con Rachel al suo fianco e i suoi figli adottivi.

## Protagonisti
- Robert Judson Cole: da tutti chiamato Rob J., è un medico scozzese che fugge in America a seguito di una rivolta operaia scoppiata a causa di un suo manifesto anonimo affisso ad una fabbrica di Edimburgo. Pacifista convinto, si fa accettare per le sue doti sia dalla comunità indiana che dai coloni. Ha il medesimo dono del protagonista del primo volume della trilogia dei Cole.
- Makwa-Ikwa: o Donna Orsa, sciamana della tribù dei Sauk. Nell'infanzia si chiamava Due Fiumi. Dopo le traversie subite dalla sua tribù, viene affidata ad un pastore protestante che la ribattezza Sarah Due. Riesce a fuggire da costui, segue il percorso per diventare sciamana. Accetta di diventare l'assistente di Rob J. sia per le visite ai Sauk che ai coloni
- Sarah Bledsoe: madre di Alex, sposa Rob J.; accetta malvolentieri la presenza di Makwa-Ikwa
- Alex Bledsoe: primo figlio di Sarah, scopre che il padre naturale è Nick Holden. Si arruola nell'esercito confederato
- Robert Jefferson Cole: da tutti chiamato Sciamano, per un episodio avvenuto nel tepee di Makwa-Ikwa da piccolo. Secondo figlio di Sarah e primo di Rob J., diventa sordo a 6 anni a causa della scarlattina. I genitori ed i Geiger gli insegnano a leggere le labbra, riesce a laurearsi in Medicina a Cincinnati. Anche lui dotato del Dono dei Cole
- Rachel Geiger: figlia di Jason e Lillian, nell'infanzia aiuta Sciamano a modulare la voce con un pianoforte. Sposa Sciamano, dopo esser rimasta vedova del primo marito

## Personaggi secondari
- Wabokieshiek, o Nuvola Bianca: vecchio sciamano dei Sauk, istruisce Makwa-Ikwa
- Nicholas Holden: fondatore della città di Holden's Crossing, rivela le sue ambizioni arrivando a diventare Commissario per gli Affari Indiani a Washington
- Alden Kimball: primo bracciante di Rob J., affiliato ai Know-Nothing, partecipa all'omicidio di Makwa-Ikwa
- Jason Maxwell Geiger: chiamato Jay, farmacista ebreo di Columbus, Ohio. Accetta di trasferirsi ad Holden's Crossing con la moglie ed i figli, tra cui Rachel; stringe una forte amicizia con Rob J. e la sua famiglia
- Lillian Geiger: moglie di Jay
- Marshall Byers: primo maestro scolastico ad Holden's Crossing, discrimina Sciamano per la sordità e molesta Rachel. Fugge dalla cittadina dopo le percosse di Jay
- Dorothy Burnam: maestra in sostituzione di Byers, aiuta Sciamano ad integrarsi ed a modulare la voce
- Madre Miriam Ferocia: madre superiora del convento delle clarisse di Holden's Crossing, di origini tedesche. Aiuta Rob J. a cercare notizie dei tre assassini di Makwa-Ikwa
- George Cliburne: quacchero della Società degli Amici, coinvolge Rob J. nel movimento clandestino di aiuto ed alloggio schiavi in fuga.

## Edizioni in italiano
- Noah Gordon, Lo sciamano, traduzione di Maria Magrini, Milano, Rizzoli, 1992.
- Noah Gordon, Lo sciamano, traduzione di Maria Magrini, BUR, Milano, Rizzoli, 1996.
- Noah Gordon, Lo sciamano, Milano: Superpocket, 1998